# Charlie Baker
Charles Duane "Charlie" Baker, Jr. (født 13. november 1956 i Elmira, New York) er en amerikansk politiker, der var guvernør for den amerikanske delstat Massachusetts fra 2015 til 2023. Han er medlem af det Republikanske parti.
Baker vandt 4. november 2014 guvernørvalget over sin demokratiske modkandidat Martha Coakley. Baker blev 8. januar 2015 taget i ed som Massachusettss 72. guvernør, hvor han afløste Deval Patrick fra det Demokratiske parti.
Han genopstillede ikke ved valget i 2022.